# Synsepalum dulcificum
Synsepalum dulcificum (Schumach. & Thonn.) Daniell, 1852 è una pianta della famiglia delle Sapotaceae originaria dell'Africa occidentale.
È famosa per via dei suoi frutti, delle drupe rosse che hanno la caratteristica di rendere dolce qualsiasi alimento.

## Descrizione

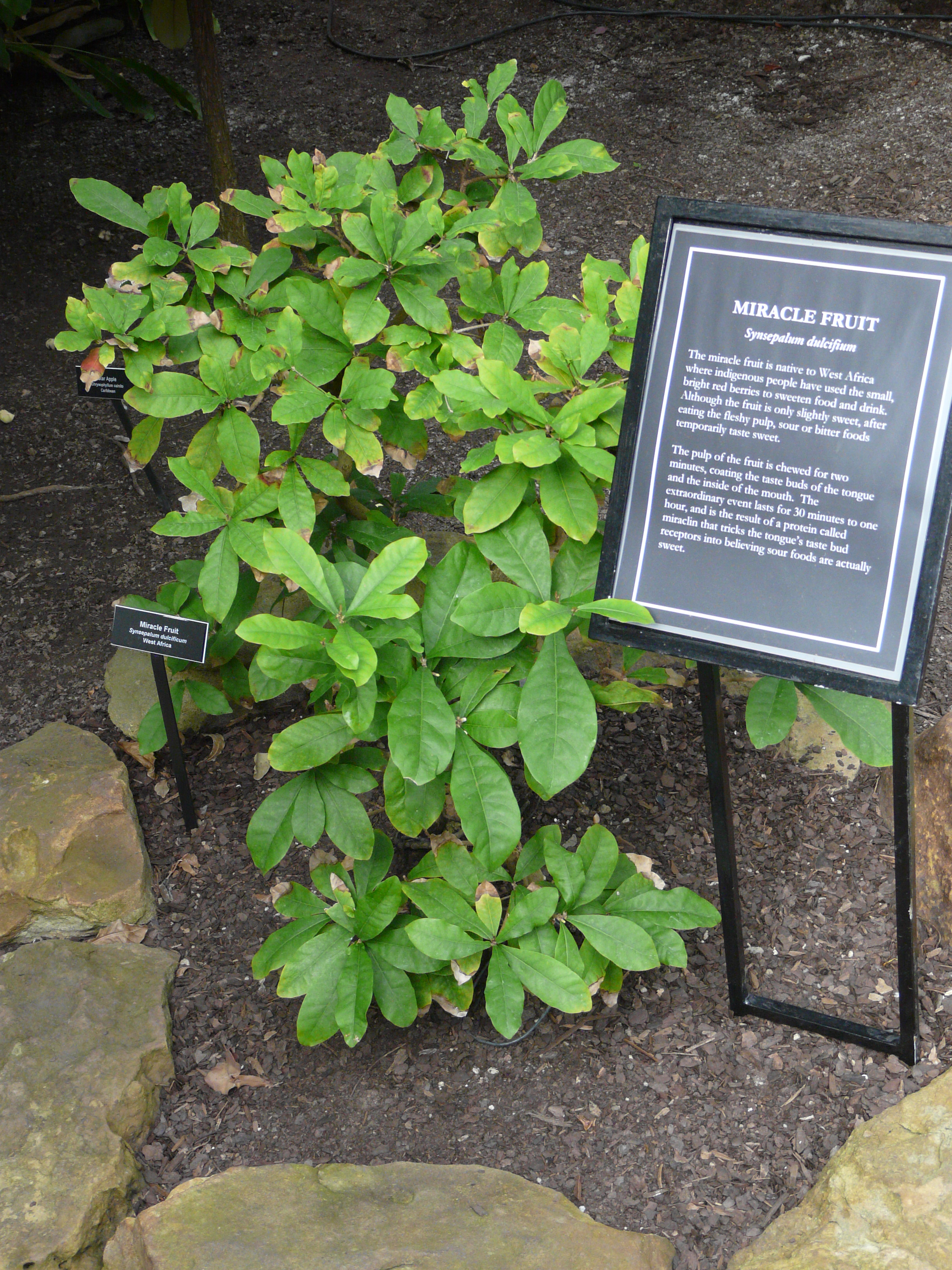
Cespuglio di Synsepalum dulcificum.

Synsepalum dulcificum fu documentato per la prima volta nel 1725 dall'esploratore francese Chevalier des Marchais in un suo viaggio nel continente africano.
È un arbusto sempreverde che allo stato spontaneo può raggiungere 6 m di altezza, ma in coltura di solito non supera i 3 m. Cresce su suoli acidi, in ambienti tropicali umidi.
I fiori sono bianchi.
Fruttifica due volte all'anno, ed il suo frutto è una drupa rossa oblunga, meglio conosciuta con il nome di frutto miracoloso (in inglese miracle fruit o miracle berry), grande come un acino d'uva (circa 2–3 cm) con un solo seme e che grazie al fatto che contiene miracolina, ha la proprietà di rendere dolci i cibi amari, aspri o comunque con pH acido consumati fino a 60 minuti dopo la sua assunzione.

## Proprietà

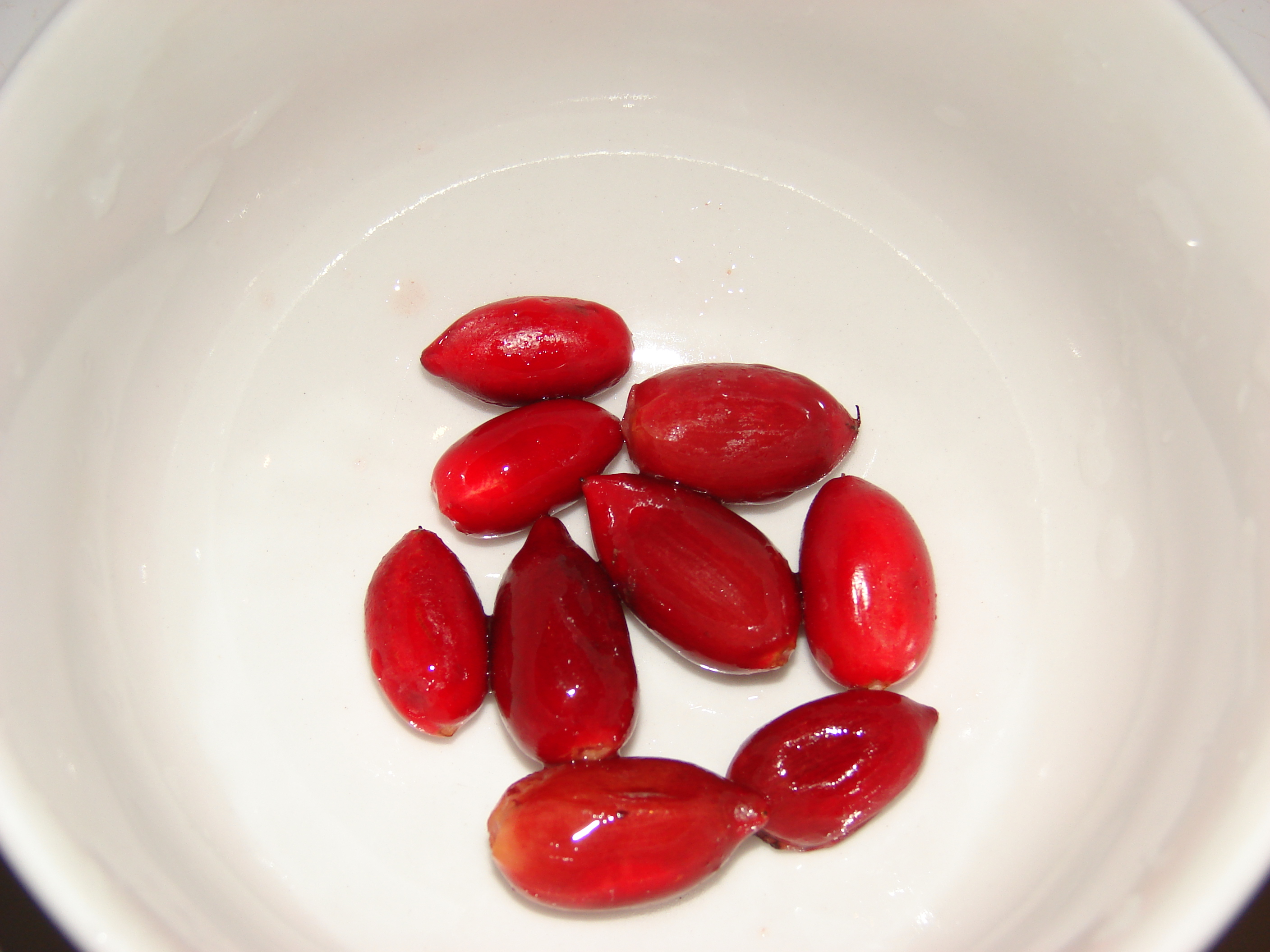
Frutti di Synsepalum dulcificum.

Il frutto di Synsepalum dulcificum rende dolce il gusto di alimenti amari e aspri in bocca, senza dover utilizzare dolcificanti naturali o artificiali. Questo perché la bacca contiene una glicoproteina, la miracolina, che si attacca ai recettori del dolce sulla lingua. In condizioni neutre, né acide né alcaline, la miracolina sopprime l'attivazione delle gemme gustative (questo spiega perché normalmente i frutti stessi sono insapori); ma se l'ambiente diventa acido la miracolina attira a sé ioni "sovraccaricando" i recettori stessi, attivandoli e facendogli inviare segnali di sapore dolce. L'effetto dura un'ora, massimo due (dipende da quello che si mangia).
Non essendo la proteina metabolizzata con l'azione dell'insulina, può essere una valida alternativa per i diabetici.